# Billy-Montigny
Billy-Montigny è un comune francese di 8 158 abitanti situato nel dipartimento del Passo di Calais nella regione dell'Alta Francia. Nel 1906 il paese fu teatro della cosiddetta catastrofe di Courrières, il più grande disastro minerario mai avvenuto in Europa.

## Società

### Evoluzione demografica
Abitanti censiti